# Daniel Hulet

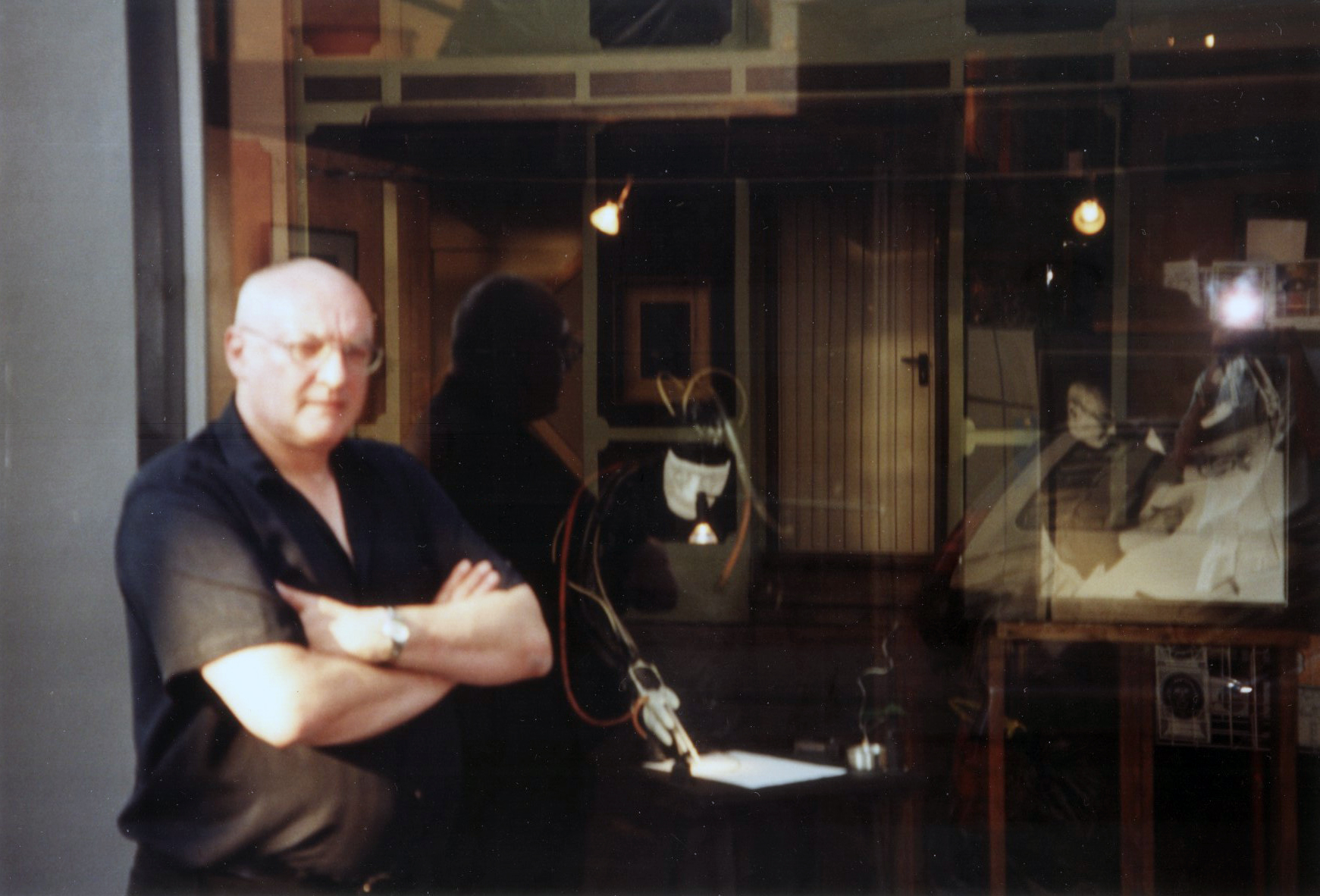
Daniel Hulet

Daniel Hulet  (Etterbeek, 25 augustus 1945 - Oostende, 9 september 2011) was een  Belgische tekenaar en schrijver van stripverhalen.

## Biografie
Hulet werkte eerst bij een reclamebureau voordat hij strips ging maken. Deze strips verschenen bij verschillende weekbladen, waaronder Kuifje en Robbedoes.
In 1980 startte Hulet met de serie Farao op tekst van André-Paul Duchâteau, een stripreeks die een mix vormde van spionage en fantasie. Met deze serie brak hij door bij een breed publiek. Vijf jaar later begon hij bij het maandblad Vécu aan De paden van de roem, waarvan hij vier delen maakte samen met Jan Bucquoy.
Twee jaar later startte hij Macabere sfeer voor Éditions Glénat, een duistere trilogie in een postindustriële omgeving. In 1996 pakte hij de draad weer op van de serie Farao. In 2000 verscheen Immondys bij uitgeverij Glénat .
In 2003 bood hij Extra-Muros aan bij uitgeverij Casterman-. Hiervan verschenen drie delen.  Wegens het beperkte succes werd de reeks afgevoerd na de eerste cyclus. 
In 2007 kreeg hij de opportuniteit om 2 delen, namelijk het verhaal van Benjamin in twee delen, voor de reeks De Fleury-Nadals te tekenen op scenario van Frank Giroud.  Dit was een spin-off reeks van De Tien Geboden, eveneens door Frank Giroud bij Uitgeverij Glénat. 
Daarna werd hij ernstig ziek en twee jaar later overleed hij aan zijn ziekte in Oostende. 

## Publicaties

### Strips
- Farao- serie (Novedi, dan Glénat)
  - Deel 1 De helse drank (1981)
  - Deel 2 Het bevroren brein (1982)
  - Deel 3 De terugkeer van Seth (1983)
  - Deel 4 De promenade van eenzaamheid (1984)
  - Deel 5 Dossier Anti (1984)
  - Deel 6 Schaduwen in het zand (1985)
  - Deel 7 De vuren van de zee (1996)
  - Deel 8 De verzwolgen Reus (1999)

- De serie De paden van de roem (Glénat)
  - Deel 1 De tijd der onschuldigen (1985)
  - Deel 2 Een jongman vol ambitie (1986)
  - Deel 3 Kermis in de hel (1990)
  - Deel 4 De omgekeerde wals (1994)

- Macabere sferen serie (Glénat)
  - Deel 1 Het godshuis (1987)
  - Deel 2 De gulzige gang (1989)
  - Deel 3 Waterloo Exit (1993)

- Foreign Head Travel Series (Soleil Productions)
  - Deel 1 L'énergumène (1997)

- Immondys- reeks (Glénat coll. " Ronduit BD ")
  - Deel 1 De breinbreker (2000)[2]
  - Deel 2 De maanzijde (2001)
  - Deel 3 De Puzzel (2002)

- Extra-muros-serie (Casterman coll. "Rode lijn")
  - Mordange-cyclus
  - Deel 1 The Devil's Claw (2004)
  - Deel 2 The Gargoyle Ball (2004)
  - Deel 3 The Sorcerer's Apprentice (2005)
- De Fleury-Nadals (Glénat Spin-Off van De Tien Geboden)
  - Benjamin 1/2 (2007)
  - Benjamin 2/2 (2009)

### Vector illustraties
- 2003 : The Flowers of Evil door Baudelaire (Index Ed.)

## Aantekeningen en verwijzingen
1. ↑  De Standaard,12-9-2011 . Gearchiveerd op 20 juni 2023.
2. ↑   Dani

- Bibsys: 90114374
- Biblioteca Nacional de España: XX5074919
- Bibliothèque nationale de France: cb12013932g (data)
- Gemeinsame Normdatei: 1145726720
- International Standard Name Identifier: 0000 0001 2024 5812
- Nederlandse Thesaurus van Auteursnamen: 069032866
- Système universitaire de documentation: 028268482
- Virtual International Authority File: 41850934